# اخراج یهودی‌ها از اسپانیا

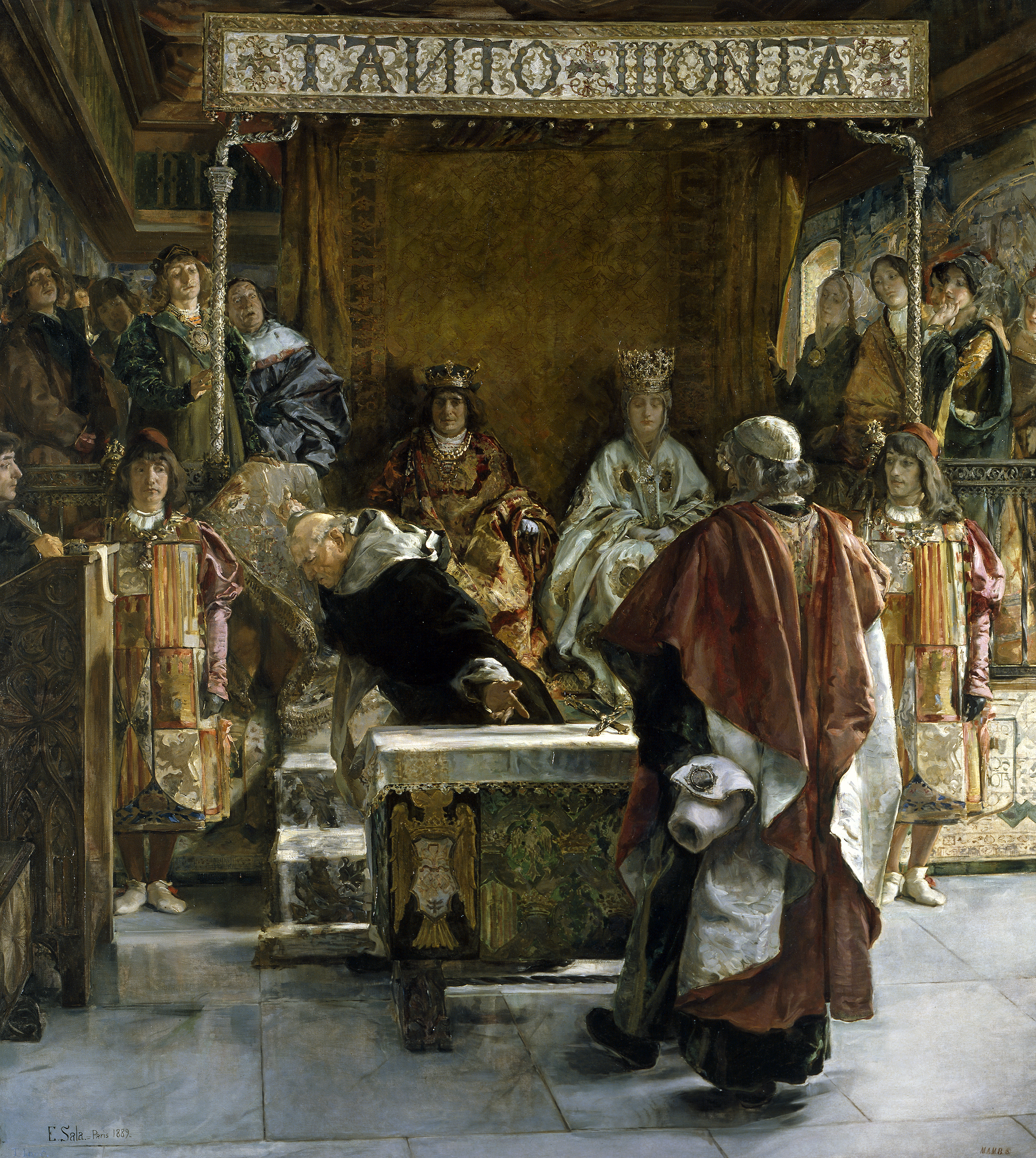
اخراج یهودی ها از اسپانیا

اخراج یهودی‌ها از اسپانیا (انگلیسی: Expulsion of Jews from Spain) به دنبال فرمان الحمرا در سال ۱۴۹۲ بود، که به منظور از بین بردن نفوذ آنها بر جمعیت بزرگ کونفرسوس اسپانیا و اطمینان از عدم بازگشت اعضای اعضای آن به یهودیت وضع شد. بسیاری از یهودیان اسپانیا یا به مسیحیت گرویدند یا اخراج شدند. بیش از نیمی از یهودیان اسپانیا در نتیجه آزار و اذیت مذهبی و قتل‌عام ۱۳۹۱ میلادی به کلیسای کاتولیک گرویده بودند.
به دلیل تداوم حملات، حدود ۵۰۰۰۰ نفر دیگر نیز تا سال ۱۴۱۵ به مسیحی تبدیل شدند. آنهایی که باقی ماندند تصمیم گرفتند برای اجتناب از اخراج تغییر دین دهند. در نتیجه فرمان الحمرا و آزار و اذیت قبلی، بیش از ۲۰۰۰۰۰ یهودی به مذهب کاتولیک گرویدند و بین ۴۰۰۰۰ تا ۱۰۰۰۰۰ نفر اخراج شدند. تعداد ناشناخته‌ای در سال‌های بعد به اسپانیا بازگشتند.
اخراج حاصله منجر به مهاجرت دسته جمعی یهودیان از اسپانیا به ایتالیا، یونان، ترکیه و حوضه مدیترانه شد. یکی از نتایج این مهاجرت، پیدایش نام‌های خانوادگی جدید یهودی در ایتالیا و یونان بود. برای مثال، نام‌های خانوادگی فراگی، فرج و فراچی از شهر اسپانیایی فراگا نشأت گرفته‌اند.
در سال ۱۹۲۴، رژیم میگوئل پریمو ده ریورا به بخشی از دیاسپورای یهودیان سفاردی تابعیت اسپانیایی اعطا کرد. این فرمان به طور رسمی و نمادین در ۱۶ دسامبر ۱۹۶۸، پس از شورای دوم واتیکان، توسط رژیم فرانسیسکو فرانکو لغو شد. این اتفاق یک قرن کامل پس از آن رخ داد که یهودیان به طور علنی شروع به انجام دین خود در اسپانیا کردند و کنیسه‌ها بار دیگر تحت قوانین آزادی مذهبی اسپانیا به عنوان مکان‌های قانونی عبادت شناخته شدند. 
در سال ۲۰۱۵، مجلس قانون‌گذاری اسپانیا قانونی را تصویب کرد که بر اساس آن نوادگان یهودیان سفاردی می‌توانستند تابعیت اسپانیایی را به دست آورند تا «برای رویدادهای شرم‌آور در گذشته کشور جبران کنند». یهودیانی که می‌توانستند ثابت کنند که از نوادگان کسانی هستند که به دلیل فرمان الحمرا از اسپانیا اخراج شده‌اند، می‌توانستند «بدون ترک خانه یا چشم‌پوشی از تابعیت فعلی خود، اسپانیایی شوند».

## پیش‌زمینه

### یهودیان در کشورهای شبه‌جزیره

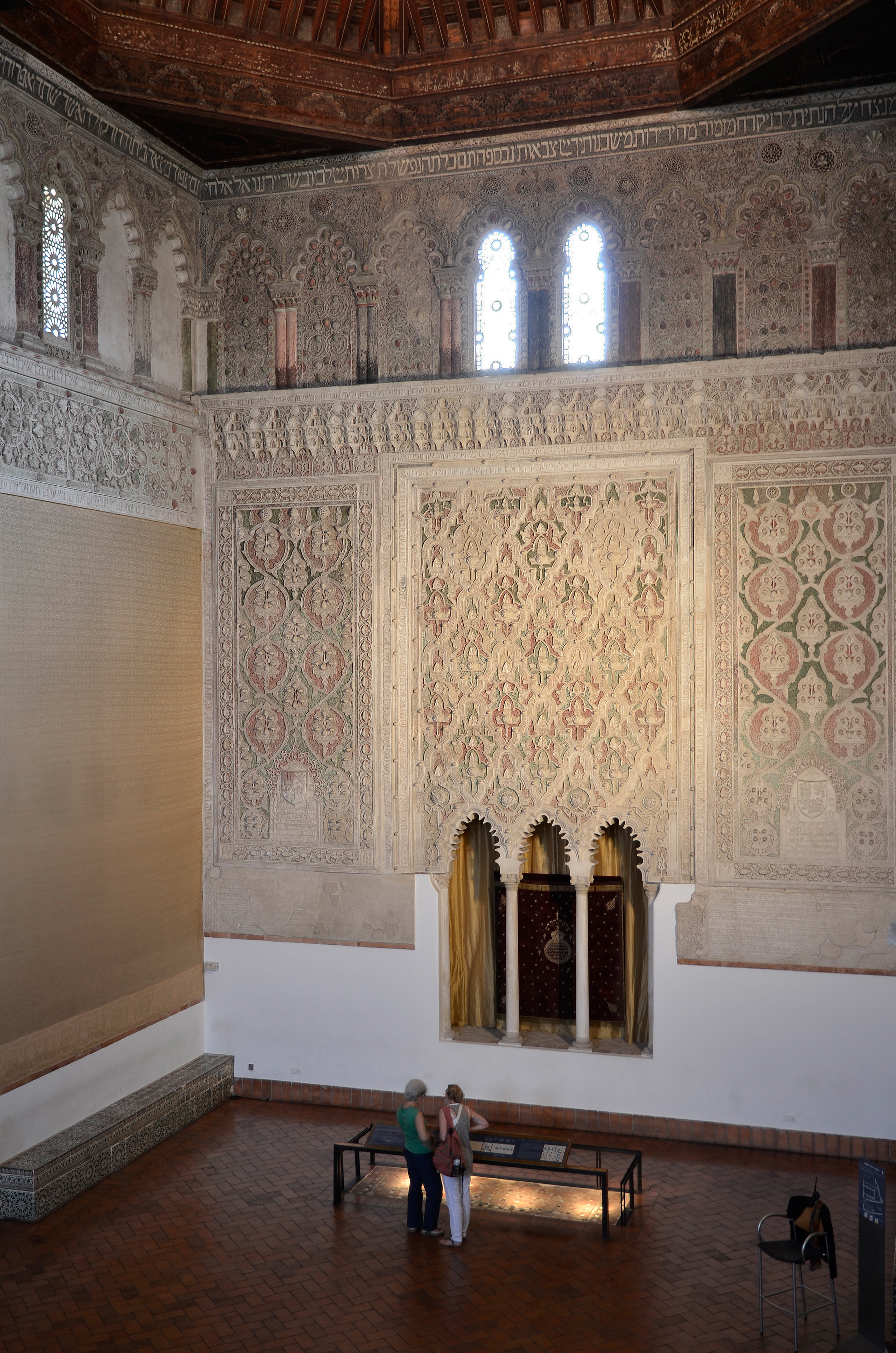
فضای داخلی کنیسه ال ترانزیتو تولدو

تا قرن چهاردهم، یهودیانی که تحت خلافت‌های مسلمان اندلس زندگی می‌کردند، تحمل می‌شدند، دوره‌ای که به عنوان همزیستی شناخته می‌شود. 
ماریا روزا منوکال نوشت که یهودیان تحت حکومت مسلمانان، ذمی‌هایی با حقوق کاهش‌یافته نسبت به مسلمانان بودند، اما هنوز به طور کلی در موقعیت بهتری نسبت به سایر یهودیان اروپایی که تحت حکومت مسیحیان زندگی می‌کردند، قرار داشتند. مارک آر. کوهن، که کتابش تحت صلیب و هلال به بررسی رفتار با یهودیان قرون وسطی پرداخته است، می‌نویسد که در حالی که محدودیت‌های قابل توجهی بر یهودیان در کشورهای اسلامی وجود داشت، آنها مانند یهودیان مسیحیت دچار سرف‌داری، سرکوب جانشین‌گرایانه و شیطان‌سازی نمی‌شدند.
داریو فرناندز-موررا بیان می‌کند که هماهنگی فرضی بین یهودیان و مسلمانان در اسپانیا اغراقی بود که در قرن نوزدهم گسترش یافت. با این حال، این موضع به شدت به عنوان اسلام‌هراسی راست افراطی مورد انتقاد قرار گرفته است.

### فتح مسیحیان
در ۲ ژانویه ۱۴۹۲، پادشاهان کاتولیک اسپانیا امارت غرناطه را فتح کردند. آخرین پادشاه مسلمان، محمد دوازدهم، به آلپوجاراس عقب‌نشینی کرد و تقریباً ۸۰۰ سال حکومت مسلمانان با بازپس‌گیری پایان یافت. نامه‌ای که در سال ۱۴۹۰ توسط پادشاهان کاتولیک به شورای شهر بیلبائو ارسال شد، بیان می‌کرد که طبق قانون کلیسا و قوانین پادشاهی‌ها، یهودیان تحمل می‌شدند و به عنوان اتباع و واسال‌ها اجازه زندگی در پادشاهی‌ها را داشتند.
جوزف پرز معتقد است که «افسانه 'اسپانیای سه فرهنگ' که به عنوان یک عنصر تبلیغاتی به‌طور گسترده‌ای استفاده می‌شود، آن‌قدر از واقعیت تاریخی دور است که تنها می‌تواند عناصر جدیدی از سردرگمی ایجاد کند». در پادشاهی‌های مسیحی، به گفته هنری کامن، هم یهودیان و هم مسلمانان «با تحقیر» رفتار می‌شدند و سه جامعه «زندگی‌های جداگانه‌ای داشتند». در پادشاهی‌های مسلمان، از سوی دیگر، مسیحیان و یهودیان مجبور به پرداخت مالیات برای ابراز دین خود بودند. 
در قرن دوازدهم و سیزدهم، یهودستیزی در مسیحیت در غرب شدت گرفت که در اقدامهای سخت ضدیهودی که در چهارمین شورای لاتران در سال ۱۲۱۵ توسط پاپ اینوسنت سوم توافق شد، منعکس شد. پادشاهی‌های مسیحی شبه‌جزیره‌ای به هیچ وجه از رشد یهودستیزی فزاینده و جنگ‌طلبانه بی‌خبر نبودند. کد قانونی کاستیلیایی «سیت پارتیداس» بیان می‌کرد که یهودیان در میان مسیحیان زندگی می‌کنند «تا حضور آن‌ها یادآور این باشد که آن‌ها از کسانی هستند که خداوند ما عیسی مسیح را به صلیب کشیدند»، اما پادشاهان همچنان یهودیان را به دلیل نقش مهمی که در پادشاهی‌هایشان ایفا می‌کردند، «حمایت» می‌کردند. در قرن چهاردهم، دوره تحمل نسبی نسبت به یهودیان به پایان رسید و به مرحله‌ای از افزایش درگیری‌ها گذر کرد.

### کشتار یهودیان در سال ۱۳۹۱ و پیامدهای آن
فاجعه بزرگ برای یهودیان در سال ۱۳۹۱ رخ داد، زمانی که جوامع کاستیل و تاج آراگون قتل‌عام شدند. حملات، آتش‌سوزی‌ها، غارت‌ها و کشتارها در ژوئن در سویل آغاز شد، جایی که فرناند مارتینز، نایب‌الاسقف اثیخا، از خلأ قدرت ایجاد شده توسط مرگ اسقف اعظم سویل استفاده کرد. او که از سال ۱۳۷۸ موعظه‌های خود را علیه یهودیان سخت‌تر کرده بود، دستور تخریب کنیسه‌ها و ضبط کتاب‌های دعا را صادر کرد. در ژانویه ۱۳۹۱، حمله به محله یهودی توسط مقامات شهری جلوگیری شد، اما در ژوئن، صدها یهودی به قتل رسیدند، خانه‌هایشان غارت شد و کنیسه‌هایشان به کلیسا تبدیل شد. برخی یهودیان موفق به فرار شدند؛ دیگران، وحشت‌زده، درخواست تعمید کردند.

کشتار یهودیان در بارسلونا در جریان شورش های ضدیهودی ۱۳۹۱

از سویل، خشونت ضدیهودی به سراسر اندلس گسترش یافت و سپس به سایر نقاط کاستیل رسید. در آگوست، به  تاج آراگون رسید. قتل‌ها، غارت‌ها و آتش‌سوزی‌ها در همه جا رخ داد. بسیاری از یهودیانی که موفق به زنده ماندن شدند یا فرار کردند، به دنبال پناه در پادشاهی‌های ناوار، پرتغال و فرانسه و در شمال آفریقا بودند، یا برای اجتناب از مرگ تعمید را انتخاب کردند. تعیین تعداد قربانیان دشوار است. در بارسلونا حدود ۴۰۰ یهودی به قتل رسیدند؛ در والنسیا، ۲۵۰؛ و در لریدا، ۶۸.
پس از کشتار ۱۳۹۱، اقدامهای ضدیهودی شدت یافت. در کاستیل در سال ۱۴۱۲، مردان یهودی مجبور به رشد ریش شدند و یهودیان موظف به پوشیدن نشان قرمز متمایزی که به لباس‌هایشان دوخته شده بود، شدند تا شناخته شوند. در تاج آراگون، داشتن تلمود غیرقانونی اعلام شد و تعداد کنیسه‌ها به یک کنیسه در هر جامعه یهودی (الجاما) محدود شد. علاوه بر این، دستورات گدایی کمپین تبلیغی خود را برای تبدیل یهودیان به مسیحیت شدت بخشیدند. دومینیکن وینسن فرر از والنسیا نقش برجسته‌ای در این کمپین داشت که از حمایت پادشاهان برخوردار بود. در تاج آراگون، مقرر شد که یهودیان موظف به حضور در سه موعظه در سال هستند. 
در نتیجه کشتارهای ۱۳۹۱ و اقدامهای پس از آن، تا سال ۱۴۱۵ بیش از نیمی از یهودیان تاج‌های کاستیل و آراگون از شریعت موسی دست کشیده و تعمید یافته بودند، از جمله بسیاری از خاخام‌ها و اعضای مهم جامعه.

### یهودیان در قرن پانزدهم
پس از کشتارهای ۱۳۹۱ و موعظه‌هایی که پس از آن‌ها انجام شد، تا سال ۱۴۱۵ به سختی ۱۰۰,۰۰۰ یهودی به دین خود در تاج‌های کاستیل و آراگون ادامه دادند. مورخ جوزف پرز توضیح می‌دهد که «یهودیت اسپانیایی هرگز از این فاجعه بهبود نخواهد یافت». جامعه یهودی «از بحران نه تنها به لحاظ فیزیکی کاهش یافته بلکه به لحاظ اخلاقی و فکری نیز شکسته شده است».

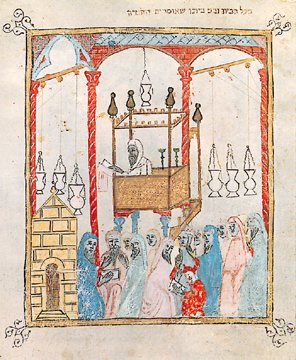
مینیاتوری از هگاده اسپانیایی قرن چهاردهم

در تاج آراگون، یهودیت عملاً در مکان‌های مهمی مانند بارسلونا، والنسیا و پالما ناپدید شد. در سال ۱۴۲۴ جامعه یهودی بارسلونا منحل شد زیرا غیرضروری تلقی می‌شد و تنها جامعه یهودی در ساراگوسا باقی ماند. در کاستیل، الجاماهای پررونق سابق مانند سویا، تولدو و بورگوس بسیاری از اعضای خود را از دست دادند؛ در سال ۱۴۹۲، سال اخراج، در تاج آراگون تنها یک چهارم از تعداد سابق یهودیان باقی مانده بود. به گفته جوزف پرز، در زمان اخراج، کمتر از ۱۵۰,۰۰۰ یهودی وجود داشتند که در ۳۵ الجامای (جامعه) تاج آراگون و ۲۱۶ الجامای تاج کاستیل توزیع شده بودند. در هر دو تاج، مشاهده شد که یهودیان شهرهای بزرگ را ترک کرده و در مناطق کوچک و روستایی زندگی می‌کردند، کمتر در معرض «افراط‌های مسیحیان» قرار داشتند.
پس از دوره بحرانی ۱۳۹۱–۱۴۱۵، فشار بر یهودیان برای بازپس‌گیری کنیسه‌ها و کتاب‌های مصادره شده کاهش یافت و آن‌ها توانستند از برخی تعهدات مانند حمل نوار قرمز یا حضور در موعظه‌های راهبان اجتناب کنند. آن‌ها همچنین توانستند سازمان داخلی الجاماها و فعالیت‌های مذهبی خود را بازسازی کنند، به لطف توافقاتی که توسط نمایندگان الجاماها در وایادولید در سال ۱۴۳۲ به دست آمد و توسط پادشاه تأیید شد، که به معنای این بود که «تاج کاستیل دوباره به‌طور رسمی می‌پذیرد که اقلیتی از اتباعش دینی غیر از مسیحیت دارند و حق این اقلیت را برای وجود قانونی، با وضعیت قانونی، به رسمیت می‌شناسد».
در دوران سلطنت پادشاهان کاتولیک، در ربع آخر قرن پانزدهم، بسیاری از یهودیان در روستاها زندگی می‌کردند و به فعالیت‌های کشاورزی مشغول بودند. صنایع دستی و تجارت انحصاری نبودند – تجارت بین‌المللی به دست نوکیشان افتاده بود. در حالی که یهودیان همچنان به عنوان وام‌دهندگان پول تجارت می‌کردند، تعداد وام‌دهندگان مسیحی به‌طور قابل توجهی افزایش یافته بود. یهودیان همچنین به جمع‌آوری اجاره‌های سلطنتی، کلیسایی و فئودالی ادامه دادند، اما اهمیت آن‌ها در این زمینه نیز کاهش یافته بود – در کاستیل آن‌ها تنها مسئول یک چهارم درآمدها بودند. با این حال، در دربار کاستیل – اما نه در تاج آراگون – یهودیان مناصب اداری و مالی مهمی داشتند. با این حال، به گفته جوزف پرز، نقش یهودیان در دربار نباید اغراق شود. «حقیقت این است که دولت می‌توانست بدون یهودیان، هم در دستگاه بوروکراتیک و هم در مدیریت املاک، کار کند». بنابراین، جامعه عبری در پایان قرن پانزدهم به هیچ وجه ثروتمند و تأثیرگذار نبود. آنچه آن‌ها را متحد می‌کرد این بود که آن‌ها دینی متفاوت از دین شناخته‌شده را تمرین می‌کردند، که آن‌ها را به یک جامعه جداگانه درون سلطنت تبدیل می‌کرد و «ملک» تاج بود که به این ترتیب از آن‌ها محافظت می‌کرد.
بنابراین، یهودیان «نه یک دولت در دولت، بلکه یک میکروجامعه در کنار جامعه مسیحی اکثریت تشکیل می‌دادند، با یک مقام، خاخام تاج، که تاج به آن‌ها بر اعضایشان واگذار کرده بود». الجاماها به‌طور داخلی با حاشیه وسیعی از خودمختاری سازماندهی شده بودند.

### نوکیشان و تفتیش عقاید
در قرن پانزدهم، مشکل اصلی دیگر یهودیان نبودند بلکه نوکیشان بودند که به گفته هنری کامن، احتمالاً حدود سیصد هزار نفر بودند. «نوکیش مسیحی» اصطلاحی بود که به یهودیانی که تعمید یافته بودند و نوادگان آن‌ها اطلاق می‌شد. از آنجا که بسیاری از آن‌ها به زور تعمید یافته بودند، اغلب با بی‌اعتمادی از سوی کسانی که خود را مسیحیان قدیمی می‌دانستند، نگریسته می‌شدند. مناصبی که یهودیان ترک کرده بودند، عمدتاً توسط نوکیشان پر شد که در جایی که جوامع یهودی قبل از ۱۳۹۱ شکوفا شده بودند، تجمع می‌کردند و کارهایی را که قبلاً توسط یهودیان انجام می‌شد – تجارت و صنایع دستی – با مزیت اضافی که به عنوان مسیحیان اکنون می‌توانستند به مشاغل و حرفه‌هایی که قبلاً برای یهودیان ممنوع بود، دسترسی پیدا کنند. برخی حتی وارد روحانیت شدند و به عنوان کانون‌ها، پیشوایان و حتی اسقف‌ها خدمت کردند.
موقعیت اجتماعی-اقتصادی نوکیشان با سوءظن از سوی "مسیحیان قدیمی" نگریسته می‌شد، کینه‌ای که با آگاهی از سوی کسانی که هویتی متفاوت داشتند و به مسیحی بودن و داشتن تبار یهودی، که تبار مسیح بود، افتخار می‌کردند، تشدید می‌شد. شورش‌های مردمی علیه نوکیشان بین سال‌های ۱۴۴۹ و ۱۴۷۴، دوره‌ای در کاستیل با مشکلات اقتصادی و بحران سیاسی (به ویژه در دوران جنگ داخلی سلطنت انریکه چهارم) رخ داد. اولین و بزرگ‌ترین این شورش‌ها در سال ۱۴۴۹ در تولدو رخ داد، جایی که یک «قضاوت-اساسنامه» تصویب شد که دسترسی به مناصب شهری را برای «هر اعتراف‌کننده‌ای از تبار یهودی» ممنوع می‌کرد – پیش‌زمینه‌ای برای اساسنامه‌های پاکی خون در قرن بعد. منشأ شورش‌ها اقتصادی بود، به ویژه در اندلس به دلیل وجود گرسنگی، که با یک اپیدمی طاعون تشدید شده بود – و در اصل «به‌طور ویژه علیه نوکیشان هدایت نمی‌شد. ... این احزاب و دماگوگ‌ها بودند که از خشم مردم سوءاستفاده کردند و آن را علیه نوکیشان هدایت کردند».
برای توجیه حملات به نوکیشان، آنها تأیید کردند که «کانورسوس» مسیحیان دروغین بودند و همچنان در خفا دین یهود را عمل می‌کردند. طبق گفته جوزف پرز، این یک واقعیت ثابت شده است که در میان کسانی که برای فرار از خشم کور توده‌ها در سال ۱۳۹۱، یا تحت فشار کمپین‌های تبلیغاتی اوایل قرن پانزدهم تغییر دین دادند، برخی پس از گذشت خطر، مخفیانه به دین قدیمی خود بازگشتند که گفته می‌شود آنها «یهودی‌گری» می‌کردند. اتهام یهودیت مخفی زمانی باورپذیرتر شد که مواردی از نوکیشان برجسته‌ای پیش آمد که پس از تغییر دین خود همچنان به رعایت آیین‌های یهودی ادامه می‌دادند. وقتی یک نوکیش متهم به یهودی‌گری می‌شد، در بسیاری از موارد «شواهدی» که ارائه می‌شد، در واقع عناصر فرهنگی نسب یهودی او بود - مانند در نظر گرفتن شنبه به جای یکشنبه به عنوان روز استراحت - یا عدم آگاهی از دین جدید، مانند ندانستن اعتقادنامه نیقیه یا خوردن گوشت در طول چله روزه.
هنگامی که ایزابل یکم کاستیل در سال ۱۴۷۴ به تخت سلطنت نشست، او از قبل با وارث تاج آراگون، فردیناند دوم آراگون آینده، ازدواج کرده بود. در این زمان، مجازاتی برای اجرای یهودیت مخفی وجود نداشت، نه از روی تحمل نسبت به یهودیان، بلکه به دلایل قانونی. آنها تصمیم گرفتند با «مشکل کونفرسوس» مقابله کنند، به ویژه پس از دریافت برخی گزارش‌های هشداردهنده در سال ۱۴۷۵ توسط رئیس دومینیکن‌های سویل، برادر آلونسو د اوخدا، که گزارش داد تعداد زیادی از کونفرسوسها در آن شهر مخفیانه دین خود را در خفا اجرا می‌کنند، برخی حتی این کار را آشکارا انجام می‌دهند. پس از دریافت این گزارش‌ها، پادشاهان از پاپ سیکستوس چهارم درخواست مجوز برای تعیین تعدادی تفتیش‌گر در پادشاهی خود کردند، که پاپ در ۱ نوامبر ۱۴۷۸ با آن موافقت کرد: «با ایجاد دادگاه تفتیش عقاید، مقامات ابزارها و روش‌های تحقیقاتی کافی در اختیار خواهند داشت». به گفته ژوزف پرز، فردیناند و ایزابلا «متقاعد شده بودند که تفتیش عقاید کونفرسوسها را مجبور خواهد کرد تا یک بار برای همیشه در جامعه ادغام شوند: روزی که همه مسیحیان جدید از یهودیت دست بکشند، و دیگر هیچ چیز آنها را از هر عضو دیگر جامعه متمایز نکند.»

## اخراج

### جداسازی یهودیان (۱۴۸۰)

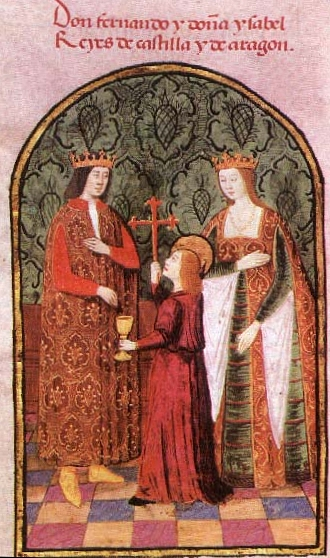
ایزابل یکم از کاستیا و فردیناند دوم از آراگون.

از ابتدای سلطنت خود، ایزابل و فردیناند نگران محافظت از یهودیان بودند - زیرا آنها «اموال» تاج و تخت بودند. برای مثال، در ۶ سپتامبر ۱۴۷۷، در نامه‌ای خطاب به جامعه یهودی سویل، ملکه ایزابل یکم در مورد امنیت آنها اطمینان داد:
«من یهودیان الجاماها را به طور کلی و هر یک را به طور خاص، و همچنین اشخاص و اموال آنها را تحت حمایت خود می‌گیرم؛ من از آنها در برابر هر گونه حمله، از هر نوعی که باشد، محافظت می‌کنم...; من ممنوع می‌کنم که به آنها حمله شود، کشته شوند یا آسیب ببینند؛ همچنین ممنوع می‌کنم که اگر مورد حمله، قتل یا آسیب قرار گرفتند، موضع منفعلانه‌ای اتخاذ کنند.»— ایزابل یکم
از این رو، حتی پادشاهان کاتولیک تا سال ۱۴۹۲ به طرفداری از یهودیان شهرت داشتند. اما پادشاهان نمی‌توانستند تمام آزار و تبعیض‌هایی را که یهودیان متحمل می‌شدند، از بین ببرند، که در بسیاری موارد توسط موعظه‌های راهبان از فرقه‌های گدا تشویق می‌شد. آنها تصمیم گرفتند یهودیان را جدا کنند تا به این درگیری پایان دهند. 
قبلاً در کورتس مادریگال در سال ۱۴۷۶، پادشاهان به نقض مفاد فرمان ۱۴۱۲ درباره یهودیان اعتراض کرده بودند - ممنوعیت پوشیدن لباس‌های لوکس؛ الزام به پوشیدن یک برش قرمز روی شانه راست؛ ممنوعیت داشتن مقام‌هایی با اختیار بر مسیحیان، داشتن خدمتکاران مسیحی، قرض دادن پول با بهره ربوی و غیره. اما در کورتس دو تولدو در سال ۱۴۸۰، آنها تصمیم گرفتند برای اجرای این هنجارها بسیار فراتر بروند: مجبور کردن یهودیان به زندگی در محله‌های جداگانه، که نمی‌توانستند جز در طول روز برای انجام فعالیت‌های حرفه‌ای خود از آنجا خارج شوند. تا آن زمان، محله‌های یهودی - جایی که یهودیان معمولاً در آنجا زندگی می‌کردند و کنیسه‌ها، قصابی‌ها و غیره خود را داشتند - دنیای جداگانه‌ای در شهرها تشکیل نداده بودند. مسیحیان نیز در آنها زندگی می‌کردند و یهودیان خارج از آنها زندگی می‌کردند. از سال ۱۴۸۰ به بعد، محله‌های یهودی به گتوهای محصور شده با دیوار تبدیل شدند و یهودیان برای جلوگیری از سردرگمی و آسیب به مسیحیت در آنها محصور شدند. مدت دو سال برای این فرآیند تعیین شد، اما بیش از ده سال طول کشید و از مشکلات و سوء استفاده‌های مسیحیان مصون نبود.
با تصمیم به محصور کردن یهودیان در گتوها، تنها مسئله جدا کردن آنها از مسیحیان و محافظت از آنها نبود، بلکه همچنین تحمیل یک سری موانع بر فعالیت‌های آنها بود، به طوری که آنها چاره‌ای نداشته باشند جز «دست کشیدن از وضعیت خود به عنوان یهودی اگر می‌خواهند زندگی عادی داشته باشند. هنوز از آنها خواسته نمی‌شود که تغییر دین دهند - هنوز نه - و به وضعیت خودمختار آنها دست زده نمی‌شود، اما به گونه‌ای با آنها رفتار می‌شود که در نهایت خود را متقاعد کنند که تنها راه حل، تغییر دین است».

### اخراج یهودیان از اندلس (۱۴۸۳)
اولین تفتیش‌گران منصوب شده توسط پادشاهان در نوامبر ۱۴۸۰ به سویل رسیدند و «بلافاصله وحشت را پراکندند». در طی سال‌های اول، تنها در این شهر، آنها ۷۰۰ حکم اعدام و بیش از ۵۰۰۰ «آشتی» - یعنی احکام زندان، تبعید یا توبه‌های ساده - صادر کردند که همراه با مصادره اموال و محرومیت از مناصب دولتی و مزایای کلیسایی بود.
در طول تحقیقهای خود، تفتیش‌گران کشف کردند که برای مدت طولانی بسیاری از نوکیشان با خویشاوندان یهودی خود برای جشن گرفتن تعطیلات یهودی و حتی حضور در کنیسه‌ها دیدار می‌کردند. این امر آنها را متقاعد کرد که اگر نوکیشان همچنان با یهودیان در تماس باشند، نمی‌توانند به یهودیت پنهانی پایان دهند، بنابراین از پادشاهان خواستند تا یهودیان از اندلس اخراج شوند. این درخواست تأیید شد و در سال ۱۴۸۳، پادشاهان شش ماه به یهودیان حوزه‌های اسقفی سویل، کوردوبا و کادیس مهلت دادند تا به اکسترمادورا بروند. در مورد اینکه آیا این دستور به طور دقیق اجرا شد یا نه تردیدهایی وجود دارد، زیرا در زمان اخراج نهایی در سال ۱۴۹۲ برخی از وقایع‌نگاران از این واقعیت صحبت می‌کنند که ۸۰۰۰ خانواده از اندلس در کادیس و برخی دیگر در کارتاخنا و بنادر تاج و تخت آراگون سوار کشتی شدند. از سوی دیگر، اخراج یهودیان ساراگوسا و تروئل نیز پیشنهاد شد، اما در نهایت انجام نشد.

### پیدایش فرمان اخراج

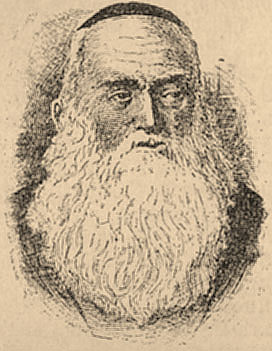
اسحاق ابرونئیل

در ۳۱ مارس ۱۴۹۲، کمی پس از پایان جنگ گرانادا، پادشاهان کاتولیک فرمان اخراج یهودیان را در گرانادا امضا کردند. این فرمان به تمام شهرها، شهرک‌ها و اربابی‌های قلمروهایشان فرستاده شد با دستورات اکید مبنی بر عدم قرائت یا علنی کردن آن تا اول ماه مه. احتمال دارد برخی از یهودیان برجسته تلاش کرده باشند تا آن را لغو یا تعدیل کنند اما موفقیتی نداشتند. در میان این یهودیان، اسحاق ابرونئیل برجسته است که به پادشاه فردیناند مبلغ قابل توجهی پول پیشنهاد کرد. طبق افسانه‌ای معروف، وقتی رئیس کل دستگاه تفتیش عقاید، توماس دو تورکمادا، از این موضوع آگاه شد، خود را به حضور پادشاه رساند و صلیبی را به پای او انداخت و گفت: «یهودا خداوند ما را به سی سکه نقره فروخت؛ اعلیحضرت در حال فروش مجدد او به سی هزار سکه است».
چند ماه قبل، یک آیین اعتراف اجباری در آویلا برگزار شد که در آن سه نوکیش و دو یهودی محکوم شده توسط دستگاه تفتیش عقاید به اتهام جنایت آیینی علیه یک کودک مسیحی (که به عنوان «کودک گارد» شناخته خواهد شد) زنده سوزانده شدند. این واقعه به ایجاد فضای مناسب برای اخراج کمک کرد.
پادشاهان کاتولیک دقیقاً نوشتن فرمان را به رئیس کل دستگاه تفتیش عقاید، توماس دو تورکمادا، و همکارانش سپرده بودند و سه شرط قبلی را برای آنها تعیین کرده بودند که می‌بایست در سند منعکس شود: 
1. توجیه اخراج با متهم کردن یهودیان به دو جرم به اندازه کافی جدی - رباخواری و «اعمال بدعت‌آمیز»؛
2. زمان کافی برای یهودیان وجود داشته باشد تا بین تعمید یا احراج انتخاب کنند؛
3. کسانی که به قانون موسی وفادار می‌مانند بتوانند اموال منقول و غیرمنقول خود را در اختیار بگیرند، اگرچه با شروط مقرر در قوانین: آنها نمی‌توانستند طلا، نقره یا اسب با خود ببرند.

تورکمادا پیش‌نویس فرمان را در ۲۰ مارس ۱۴۹۲ به پادشاهان ارائه کرد، و پادشاهان آن را در ۳۱ مارس در گرانادا امضا و منتشر کردند.

### شرایط اخراج
بخش دوم فرمان شرایط اخراج را به تفصیل بیان کرد:
1. اخراج یهودیان نهایی بود: «ما موافقت می‌کنیم که همه یهودیان مرد و زن را از پادشاهی‌های خود بیرون کنیم و [دستور می‌دهیم] که هیچ‌کدام از آنها هرگز برنگردند یا به آنها بازنگردند».
2. هیچ استثنایی وجود نداشت، نه برای سن، اقامت و نه محل تولد - این شامل کسانی بود که در تاج‌های کاستیا و آراگون به دنیا آمده بودند و کسانی که از جاهای دیگر بودند.
3. یک دوره چهار ماهه وجود داشت که تا ۱۰ اوت ده روز دیگر تمدید می‌شد تا قلمروهای پادشاهان را ترک کنند. کسانی که در این مدت این کار را انجام نمی‌دادند یا بازمی‌گشتند، با مجازات اعدام و مصادره اموال خود مواجه می‌شدند. به همین ترتیب، کسانی که به یهودیان کمک می‌کردند یا آنها را پنهان می‌کردند، ممکن بود «تمام اموال، رعایا و قلعه‌ها و سایر ارث‌های خود را از دست بدهند».
4. در دوره تعیین شده چهار ماهه، یهودیان می‌توانستند املاک خود را بفروشند و عواید فروش را به صورت حواله‌های ارزی - نه به صورت سکه یا طلا و نقره زیرا صادرات آنها توسط قانون ممنوع بود - یا کالاهایی که به شرطی که اسلحه یا اسب نباشند، که صادرات آنها نیز ممنوع بود، ببرند.

اگرچه فرمان به تبدیل احتمالی اشاره نمی‌کرد، این جایگزین ضمنی بود. همانطور که مورخ لوئیس سوارز اشاره کرد، یهودیان «چهار ماه فرصت داشتند تا وحشتناک‌ترین تصمیم زندگی خود را بگیرند: ترک ایمان خود برای ادغام در آن [در پادشاهی، در جامعه سیاسی و مدنی]، یا ترک قلمرو برای حفظ آن». درامایی که یهودیان تجربه کردند توسط یک منبع معاصر مستند شده است:
«برخی از یهودیان، هنگامی که مهلت در حال اتمام بود، شب و روز در ناامیدی می‌گشتند. بسیاری از راه برگشتند ... و ایمان به مسیح را پذیرفتند. بسیاری دیگر، برای اینکه خود را از کشوری که در آن به دنیا آمده بودند محروم نکنند و اموال خود را در آن زمان به قیمت‌های پایین‌تری نفروشند، تعمید یافتند».— Pérez (2013) p. 112
یهودیانی که تصمیم گرفتند تغییر دین ندهند «باید خود را برای خروج در شرایط بسیار سخت آماده می‌کردند». آنها مجبور بودند اموال خود را بفروشند زیرا زمان بسیار کمی داشتند و مجبور بودند مبالغ گاهی اوقات مضحکی را که به آنها پیشنهاد می‌شد به صورت کالاهایی که می‌توانستند حمل کنند، بپذیرند، زیرا صادرات طلا و نقره از پادشاهی ممنوع بود. امکان گرفتن برات نیز کمک زیادی نمی‌کرد زیرا بانکداران، که بیشتر ایتالیایی بودند، بهره‌های زیادی طلب می‌کردند.
آنها همچنین در بازپس‌گیری پول‌هایی که به مسیحیان قرض داده بودند، با مشکلات جدی مواجه بودند زیرا یا مهلت بازپرداخت پس از ۱۰ اوت، مهلت خروج آنها بود، یا بسیاری از بدهکاران ادعای «کلاهبرداری ربا» می‌کردند، زیرا می‌دانستند که یهودیان وقت کافی برای رسیدگی دادگاه‌ها به نفع آنها نخواهند داشت.
علاوه بر این، آنها مجبور بودند تمام هزینه‌های سفر را پرداخت کنند – حمل و نقل، نگهداری، کرایه کشتی‌ها، عوارض و غیره. این توسط اسحاق ابرونئیل سازماندهی شد، که کشتی‌ها را اجاره کرد (و مجبور به پرداخت قیمت‌های بسیار بالا شد)، و صاحبان کشتی‌ها در برخی موارد قرارداد را اجرا نکردند یا مسافران را کشتند تا آنچه را که داشتند بدزدند. ابرونئیل بر همکاری مقام سلطنتی و متحول لوئیس دو سانتانجل و بانکدار جنوایی فرانسیسکو پینلو حساب کرد. پادشاهان مجبور شدند دستوراتی برای حفاظت از یهودیان در طول سفر صادر کنند زیرا آنها از آزار و اذیت و سوء استفاده رنج می‌بردند.

## پیامدها

### پایان تنوع مذهبی در اسپانیا

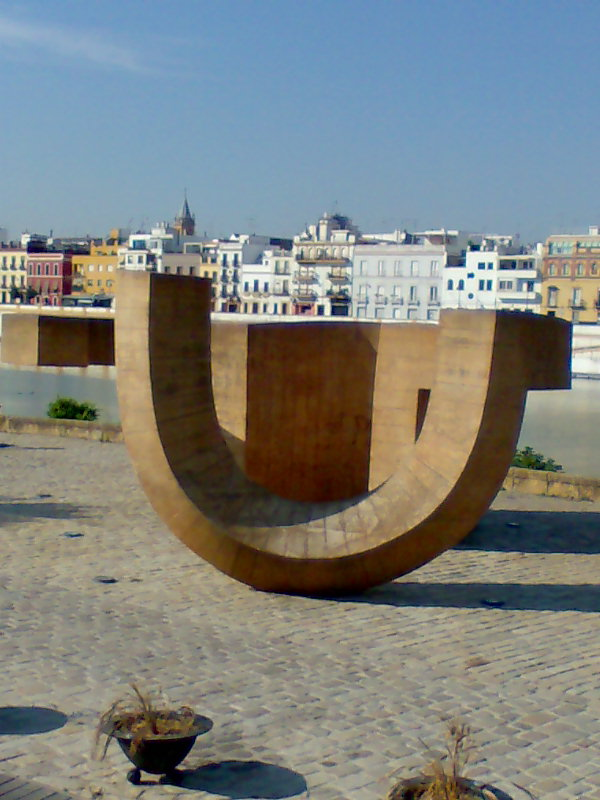
بنای یادبود تسامح در سویل، واقع در مکانی که پنج یهودی زنده زنده سوزانده شدند.

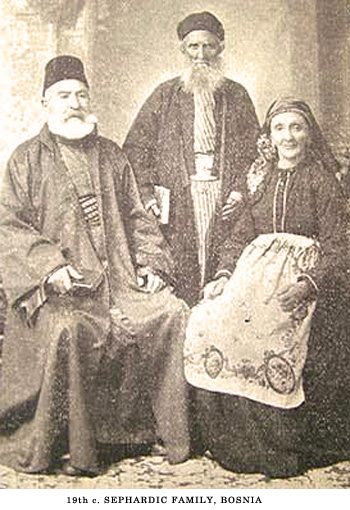
خانواده سفاردی بوسنی عثمانی (قرن نوزدهم).

همانطور که جوزف پرز اشاره کرده است، «در سال ۱۴۹۲، داستان یهودیت اسپانیا به پایان می‌رسد و از آن پس تنها به صورت زیرزمینی ادامه می‌یابد، همیشه تهدید شده توسط تفتیش عقاید اسپانیایی و سوءظن افکار عمومی که در یهودیان، یهودی‌گرایان و حتی مبدلین صادق دشمنان طبیعی کاتولیسیسم و ویژگی‌های اسپانیایی می‌دید، همانطور که توسط برخی رهبران کلیسایی و فکری درک و تحمیل شده بود، در نگرشی که به نژادپرستی نزدیک بود.»
حساب‌های تاریخی از تعداد یهودیانی که اسپانیا را ترک کردند بر اساس حدس و گمان است و برخی جنبه‌ها توسط حساب‌های اولیه و تاریخ‌نگاران اغراق شده است: خوان د ماریانا از ۸۰۰,۰۰۰ نفر سخن می‌گوید و دون اسحاق ابرونئیل از ۳۰۰,۰۰۰ نفر. در حالی که آمارهای قابل اعتماد کمی برای اخراج وجود دارد، تخمین‌های مدرن توسط دانشمندان دانشگاه بارسلونا تعداد یهودیان سفاردی در قرن ۱۵ را ۴۰۰,۰۰۰ نفر از جمعیت کل حدود ۷.۵ میلیون نفر در کل اسپانیا تخمین زده‌اند، که از این تعداد حدود نیمی (حداقل ۲۰۰,۰۰۰) یا کمی بیشتر (۳۰۰,۰۰۰) به عنوان کونفرسوس در ایبریا باقی ماندند؛ دیگرانی که سعی کردند جمعیت یهودیان را بر اساس بازده مالیاتی و تخمین‌های جمعیتی جوامع تخمین بزنند بسیار کمتر هستند، با کامن که می‌گوید از جمعیت حدود ۸۰,۰۰۰ یهودی و ۲۰۰,۰۰۰ کونفرسوس، حدود ۴۰,۰۰۰ نفر مهاجرت کردند.
حدود ۵۰,۰۰۰ یهودی دیگر برای ماندن در اسپانیا غسل تعمید مسیحی دریافت کردند؛ بسیاری به طور مخفیانه برخی از سنت‌های یهودی خود را حفظ کردند و بنابراین هدف تفتیش عقاید قرار گرفتند. یهودیان پادشاهی کاستیل عمدتاً به پرتغال (جایی که کل جامعه در سال ۱۴۹۷ به زور تغییر مذهب دادند) و به شمال آفریقا مهاجرت کردند. یهودیان پادشاهی آراگون به مناطق مسیحی دیگر از جمله ایتالیا فرار کردند، نه به سرزمین‌های مسلمان همانطور که اغلب فرض می‌شود. اگرچه اکثریت قریب به اتفاق کونفرسوس به سادگی در فرهنگ غالب کاتولیک جذب شدند، اقلیتی به طور مخفیانه به یهودیت ادامه دادند و به تدریج در سراسر اروپا، شمال آفریقا و امپراتوری عثمانی مهاجرت کردند، عمدتاً به مناطقی که جوامع سفاردی قبلاً به دلیل فرمان الحمرا حضور داشتند.
وضعیت کسانی که بازگشتند با دستوری در ۱۰ نوامبر ۱۴۹۲ تنظیم شد که در آن مقرر شد که مقامهای مدنی و کلیسایی باید شاهد غسل تعمید باشند و در صورتی که قبل از بازگشت غسل تعمید گرفته بودند، گواه ها و بینات که آن را تأیید می‌کند. آنها همچنین می‌توانستند تمام اموال خود را به همان قیمتی که فروخته بودند بازپس گیرند.
در مورد تأثیر اقتصادی اخراج، به نظر می‌رسد که این یک ضربه سختی نبوده که تولد سرمایه‌داری را متوقف کرده باشد، که یکی از دلایل افول اسپانیا باشد. همانطور که جوزف پرز اشاره کرده است، «با توجه به ادبیات منتشر شده در مورد مالیات و فعالیت‌های اقتصادی، هیچ شکی نیست که یهودیان دیگر منبع ثروت قابل توجهی نبودند، نه به عنوان بانکداران و نه به عنوان اجاره‌دهندگان و نه به عنوان بازرگانانی که در سطح بین‌المللی تجارت می‌کردند. [...] اخراج یهودیان مشکلاتی در سطح محلی ایجاد کرد اما نه یک فاجعه ملی. نسبت دادن افول اسپانیا و ناتوانی فرضی آن در تطبیق با تحولات دنیای مدرن به آن رویداد غیرمنطقی است. آنچه اکنون می‌دانیم نشان می‌دهد که اسپانیای قرن ۱۶ دقیقاً یک ملت اقتصادی عقب‌مانده نبود. [....] از نظر جمعیتی و اقتصادی به طور دقیق، و جدا از جنبه‌های انسانی، اخراج برای اسپانیا هیچ گونه وخامت قابل توجهی به همراه نداشت، بلکه فقط یک بحران موقتی بود که به سرعت برطرف شد».